# Сеймур, Труман
Труман Сеймур (Truman Seymour) (24 сентября 1824 — 30 октября 1891) — американский военный и художник. Генерал армии Союза во время американской гражданской войны. Командовал армией Союза в сражении при Оласти — крупнейшем сражении войны на территории штата Флорида.

## Ранние годы
Сеймур родился в штате Вермонт, в городе Берлингтон, в семье методистского священника. С 1840 он поступил в Норвичский Университет, но через два года покинул его и в 1842 поступил в военную академию Вест-Пойнт. Ему пришлось учиться в одном классе с будущими знаменитыми генералами Макклеланом и Джексоном. Он окончил академию 19-м по успеваемости в классе 1846 года и был определен в 1-й артиллерийский полк во временном звании второго лейтенанта.
окончив академию в июле 1846, Сеймур сразу же отправился на войну с Мексикой. 18 апреля 1847 года он получил временное звание первого лейтенанта за Сьерро-Гордо, 20 августа — временное звание капитана за Контерас и Чурубуско, а через 6 дней — звание первого лейтенанта регулярной армии. После войны он вернулся в Штаты и с 1850 по 1853 год преподавал рисование в Вест-Пойнте. В 1853—1855 годах служил в гарнизоне форта Мольтри, а в 1856—1858 участвовал в семинольских войнах во Флориде. 22 ноября 1860 года ему было присвоено звание капитана.
В 1858‑59 годах Сеймур брал отпуск и посещал Европу, а в 1860 году вернулся в форт Мольтри.

## Гражданская война
В декабре 1860 года Сеймур находился в форте Мольтри и вместе со всем гарнизоном перешел в форт Самтер. Он находился в форте во время сражения за форт Самтер и получил временное звание майора за храбрость (for Gallant and Meritorious Services).
15 мая Сеймура перевели в 5-й артиллерийский полк. Он занимался вербовкой новобранцев в армию Союза, а в сентябре-ноябре командовал тренировочным лагерем в пенсильванском Харрисберге. 6 марта 1862 года он стал командующим артиллерии в пенсильванской резервной дивизии Джорджа Маккола. 28 апреля Сеймуру присвоили звание бригадного генерала добровольческой армии и он был направлен в Вирджинию, где участвовал в кампании на полуострове (в составе федеральной Потомакской армии, которой командовал его одноклассник Джордж Макклелан). Бригада участвовала во всех сражениях Семидневной битвы: она стояла на передовой позиции во время сражения при Бивердем-Крик, где отразила атаку бригад Пендера и Рипли. Впоследствии вся дивизия Маккола обычно использовалась как резерв. 1 июля генерал Маккол попал в плен в сражении при Глендейле и Сеймур принял командование дивизией. Его подчиненными оказались Джордж Мид и Джон Рейнольдс.
Впоследствии Джон Рейнольдс возглавил дивизию, которую перевели из V корпуса Потомакской армии в III корпус Вирджинской армии. Сеймур неплохо проявил себя во втором сражении при Бул-Ране. Его бригада на тот момент состояла из четырёх пенсильванских полков:
- 1-й пенсильванский резервный (командир — полковник Риддл Робертс),
- 2-й пенсильванский резервный (командир — полковник Уильям Маккэндлс),
- 5-й пенсильванский резервный (командир — подполковник Джордж Дэр),
- 6-й пенсильванский резервный (командир — полковник Уильям Синклэр).

После начала мерилендской кампании Рейнольдса отозвали в Пенсильванию, а дивизию возглавил Джордж Мид. В составе этой дивизии Сеймур участвовал в сражении у Южной Горы, где штурмовал ущелье Тёрнера. (он получил временное звание подполковника регулярной армии за это сражение) В сражение при Энтитеме бригада вступила одной из первых: она шла в авангарде корпуса Хукера 16 сентября и вечером её стрелковая цепь первой заметила противника (бригаду Худа) в ступила с ней в перестрелку. В ночь на 17-е бригада отбила две атаки. Утром бригада вступила в бой вместе с дивизией Рикеттса и начала наступление через лес Иствуд на позиции джорджианской бригады Лоутона. Однако, пенсильванцы Сеймура так и не смогли сломить оборону Лоутона и после нескольких часов перестрелки отошли в тыл на пополнение боеприпасов.

Я рекомендую обратить ваше внимание на рапорт генерала Сеймура, — писал в отчете Мид, — поскольку, доверяя его военным способностям, я поручил ему самостоятельно распоряжаться своей бригадой, первой, вступившей в бой, и единственной, участвующей с бою 16-го числа, и последней, вышедшей из боя 17-го числа. Особо обращаю ваше внимание на этого храброго и способного офицера, в чьих достоинствах вы убедитесь сами.— 
18 ноября 1862 года Семур был отправлен в Южный Департамент, где служил начальником штаба с 8 января по 23 апреля 1863 года. 18 июля он руководил неудачной атакой форта Вагнер. Неудачная атака, тем не менее, прославила Сеймура. Именно он поставил в авангарде 54-й массачусетский полк (негритянский), о действиях которого в 1989 году был снят фильм «Слава». Сеймур был ранен картечью в этом сражении и отошел от полевой службы до конца года.

## Оласти
Генерал-майор Квинси Джилмор, командующий Южным Департаментом, назначил Сеймура руководителем новосформированного Флоридского Дистрикта. В феврале 1864 года дивизия Сеймура отправилась во Флориду и захватила город Джэксонвилл. 20 февраля отряд Сеймура численностью 5 500 человек встретил отряд южан численностью 5 000 человек под командованием Джозефа Финегана. Это произошло в 40 милях от Джэксонвилла, у городка Оласти. В последовавшем сражении при Оласти отряд Сеймура был разбит и отступил в Джэксонвилл, потеряв в боях около 2 000 человек.

## После Оласти
После Оласти Сеймур снова вернулся к управлению Флоридским Дистриктом. 28 марта 1864 он вернулся в Вирджинию и возглавил бригаду, которой до этого командовал Роберт Милрой. Она состояла из шести пехотных полков:
- 6-й Мерилендский пехотный полк, полковник Джон Хорн
- 110-й Огайский пехотный полк, полковник Джозеф Кейфер[англ.]
- 122-й Огайский пехотный полк, полковник Уильям Болл
- 126-й Огайский пехотный полк, полковник Бенжамин Смит
- 67-й Пенсильванский пехотный полк, кап. Джордж Гасс
- 138-й Пенсильванский пехотный полк, полковник Мэтью Макклеллан

Она была частью 3-й дивизии VI корпуса, и бригада приняла участие в сражении в Глуши в мае этого года. Вечером 5 мая корпусной командир Седжвик использовал её для вечерней атаки позиций южан, надеясь нащупать левый фланг противника и обойти его. наступая через густой лес, полки Сеймура (под непосредственным руководством Кейфера) наткнулись на траншеи бригады Джона Пеграма и прекратили наступление. Но около 18:00 был получен приказ атаковать. Кейфер пытался доказать, что это бессмсленно, но не достиг успеха. Атака была отбита с тяжёлыми потерями, при этом был тяжело ранен сам Кейфер. На стороне южан в ходе этой атаки ранение получил генерал Джон Пеграм.
Сеймур попал в плен во время фланговой атаки Джона Гордона — вместе с генералом Александром Шалером. 9 августа 1864 года Сеймур был отпущен по обмену и принял командование 3-й дивизией VI корпуса (после ранения Джеймса Рикеттса). Он участвовал в нескольких сражениях в долине Шенандоа, и в последних сражениях осады Петерсберга — в частности, в третьем сражении при Петерсберге. Его бригада прошла Аппоматоксскую кампанию и Сеймур присутствовал при капитуляции генерала Ли у Аппоматтокса 9 апреля 1865 года. После взятия Петерсберга он получил временное повышение до генерал-майора добровольческой армии и, одновременно, временное звание бригадного генерала регулярной армии (от13 марта 1865 года).